# Anja Huber
Anja Huber-Selbach (ur. 20 maja 1983 w Berchtesgaden) – niemiecka skeletonistka, brązowa medalistka olimpijska, wielokrotna medalistka mistrzostw świata oraz zdobywczyni Pucharu Świata.

## Kariera
Pierwszy sukces w karierze osiągnęła 13 stycznia 2006 roku, kiedy zajęła drugie miejsce w zawodach Pucharu Świata w Königssee. W zawodach tych rozdzieliła na podium Kanadyjkę Mellisę Hollingsworth-Richards i swą rodaczkę Dianę Sartor. Było to jej jedyne podium w sezonie 2005/2006, który ukończyła na dwunastej pozycji w klasyfikacji generalnej. W lutym 2006 roku wystartowała na igrzyskach olimpijskich w Turynie, zajmując ósme miejsce. Na rozgrywanych rok później mistrzostwach Europy w Königssee zdobyła złoty medal, pokonując Szwajcarkę Mayę Pedersen i swą rodaczkę Julię Eichhorn.
Największe sukcesy osiągnęła podczas mistrzostw świata w Altenbergu w 2008 roku, gdzie zdobyła dwa medale. Najpierw zwyciężyła w ślizgu kobiet, wyprzedzając Katie Uhlaender z USA i Kerstin Jürgens. Następnie wspólnie z kolegami i koleżankami z reprezentacji zwyciężyła także w zawodach mieszanych. Złoto zdobyła także na mistrzostwach Europy w Cesanie w tym samym roku. Dwa lata później wystąpiła na igrzyskach olimpijskich w Vancouver, gdzie zajęła trzecią pozycję. W zawodach tych szybsze były jedynie Amy Williams z Wielkiej Brytanii i Kerstin Szymkowiak. Medale Szymkowiak i Huber były pierwszymi medalami olimpijskimi w skeletonie wywalczonymi dla Niemiec. W 2010 roku zwyciężyła też na mistrzostwach Europy w Igls.
Najlepsze wyniki w zawodach pucharowych osiągnęła w sezonie 2010/2011, kiedy stawała na podium wszystkich konkursów. Wygrała cztery z ośmiu zawodów i sięgnęła po zwycięstwo w klasyfikacji końcowej. W styczniu 2011 roku zdobyła srebro na mistrzostwach Europy w Winterbergu, przegrywając tylko z Brytyjką Shelley Rudman. Drugie miejsce zajęła również podczas mistrzostw świata w Königssee, rozdzielając Marion Thees i Mellisę Hollingsworth. Na tej samej imprezie zdobyła także srebrny medal w zawodach drużynowych.
Sezon 2011/2012 ukończyła na trzecim miejscu w klasyfikacji generalnej, za Rudman i Thees. Na mistrzostwach Europy w Altenbergu była najlepsza, jednak występ na mistrzostwach świata w Lake Placid zakończyła na ósmej pozycji. W kolejnym sezonie była druga w klasyfikacji PŚ, przegrywając z Thees o 4 punkty. Na imprezach medalowych wypadła jednak słabiej niż przed rokiem. Z mistrzostw Europy w Igls wróciła z brązowy medalem, a na mistrzostwach świata w Sankt Moritz zajęła dopiero 17. miejsce.
W 2014 roku wystąpiła na igrzyskach olimpijskich w Soczi, kończąc rywalizację na ósmym miejscu. W tym samym roku zdobyła brązowy medal na mistrzostwach Europy w Königssee ponownie była trzecia, ulegając Austriaczce Janine Flock i Shelley Rudman. Ostatni sukces osiągnęła podczas rozgrywanych rok później mistrzostw świata w Winterbergu, gdzie razem z kolegami i koleżankami z reprezentacji zajęła drugie miejsce w zawodach mieszanych. W 2015 roku zakończyła karierę.

## Osiągnięcia

### Igrzyska olimpijskie
- Vancouver 2010 – 3. miejsce

### Mistrzostwa świata
- Altenberg 2008 – 1. miejsce indywidualnie i drużynowo
- Königssee 2011 – 2. miejsce indywidualnie i drużynowo
- Winterberg 2015 – 2. miejsce drużynowo

### Mistrzostwa Europy
- Königssee 2007 – 1. miejsce
- Cesana 2008 – 1. miejsce
- Igls 2010 – 1. miejsce
- Winterberg 2011 – 2. miejsce
- Altenberg 2012 – 1. miejsce
- Igls 2013 – 3. miejsce
- Königssee 2014 – 3. miejsce

### Puchar Świata
- 2010/2011 – 1.
- 2012/2013 – 2.
- 2011/2012 – 3.